# John Scott Porter
John Scott Porter (Limavady, 31 dicembre 1801 – Belfast, 5 luglio 1880) è stato un biblista e teologo irlandese, ministro della Chiesa presbiteriana.
Seguace dell'arianesimo e della teologia liberale di Henry Montgomery, fu amico di Thomas Belsham, leader dei seguaci di Joseph Priestley, il maestro di Dion Boucicault e il precettore di studi classici molti pupilli.
Beneficiario di un vitalizio reale per il clero e capo della Doctor's Commons di giuristi londinesi, partecipò all'associazionismo cristiano e alla nascita del sistema educativo nazionale dell'Ulster.

## Famiglia
Era il figlio primogenito del ministro presbiteriano William Porter (1774-1843) e della sua prima moglie, Mary, figlia di Charles Scott, nato il 31 dicembre 1801 a Newtownlimavady, nella contea di Londonderry. I suoi fratelli erano l'avvocato William Porter (1805–1880) e il ministro Classon Emmett Porter (1814–1885), suo fratellastro.
L'8 ottobre 1833 sposò la sessantaseienne Margaret, nata il 7 aprile 1879, figlia maggiore di Andrew Marshall, MD. Il primogenito della coppia fu il baronetto e giurista Sir Andrew Marshall Porter.

## Biografia
Dopo aver frequentato le scuole di Dirtagh e Derry, fu ammesso nel seminario presbiteriano di Straban. Dal 1817 al 1819 studiò alla Royal Belfast Academical Institution e poi dal 1821 al 1825, mantenendosi come tutore di una famiglia di County Kilkenny. Dal 1823 al 1825 apprese l'ebraico e la teologia sotto la direzione di Thomas Dix Hincks e Samuel Hanna.
A ottobre del 1825 conseguì alla scuola presbiteriana di Bangor la licenza di ministro e, il 1º gennaio 1826, fu chiamato da tutti i membri della congregazione presbiteriana londinese di Carter Lane, a succedere al ministro abolizionista John Hoppus (1789-1875), come capo della Doctor's Commons, associazione di avvocati civilisti britannici. Fu ordinato ministro il 2 marzo.
Seguace dell'eresia ariana, ne ripropose le tesi nel mensile Christian Moderator, del quale fu redattore dal 1826 al 1828. Durante tale periodo, strinse rapporti amichevoli con Thomas Belsham, capo della corrente di seguaci di Joseph Priestley. Insieme a David Davidson, ministro dell'Old Jewry, Scott Porter fondò una scuola a Rosoman House, vicino a Islington, dove ebbe fra i suoi pupilli Dion Boucicault.
A gennaio del 1829 rifiutò una chiamata alla seconda chiesa presbiteriana di Belfast, posizione nella quale fu nominato suo cugino John Porter (1800-1874). L'11 settembre 1831 fu chiamato come mministro nella più importante chiesa presbiteriana di Belfast e il 2 febbraio 1832 fu insediato dal Presbiterio di Antrim come successore del ministro William Bruce (1757–1841), divenendo chierico il 7 maggio 1834. Dal 14 al 17 aprile 1734 fu il protagonista di una disputatio pubblica con Daniel Bagot in merito alla questione unitariana.
Dal 1832 Porter insegnò biblistica ai futuri ministri del culto, finché il 10 luglio 1838 fu nominato professore di teologia dall'Association of Irish non-subscribing Presbyterians, insieme a Henry Montgomery, con l'incarico di occuparsi di critica biblica e dogmatica, ricoprendo una posizione istituita dal governo dell'Ulster nel 1847. Il 16 luglio 1851 fu nominato professore di ebraistica e lingue affini, impartendo pluriennali ripetizioni private ai vari suoi pupilli (in letteratura classica).
A seguito delle controversie teologiche emergenti all'interno della sua denominazione, il 21 febbraio 1862 Porter decise di fondare il presbiterio settentrionale di Antrim, separato da quello al quale aveva collaborato fin dal 1834, con lo scopo di enfatizzare il riconoscimento dell'autorità di Cristo e della rivelazione divina. I due presbiteri di Antrim si sarebbero nuovamente soltanto il 7 novembre 1894.

Con gli stessi argomenti convinse la maggioranza dei membri Società Unitaria locale a formare l'Associazione Cristiana Unitaria dell'Ulster, nel dicembre 1876.
Pur beneficiando del regium donum, un assegno del re (capo della Chiesa anglicana) a favore del clero non conformista, nella vita pubblica Porter sostenne l'Irish Church Act del 1869 e la politica di separazione fra Stato e Chiesa (disestablishment), strutturando l'Ulster National Education Association per la preservazione della lingua irlandese e per lo sviluppo di un sistema educativo nazionale pubblico, affrancato dall'autorità reliogiosa. In tali posizioni, applicò la teologia liberale di Henry Montgomery.
Il 18 agosto 1878 tenne il suo ultimo sermone pubblico a Larne.
Dopo una lunga malattia, il 5 luglio 1880 morì nella sua residenza di Lennox Vale a Belfast. Tre giorni più tardi fu sepolto nel cittadino cimitero di Borough nel quale fu eretta una croce irlandese di marmo nero, oltre a una lapide commemorativa collocata nella chiesa.